# Futatsu no Spica
Futatsu no Spica (ふたつのスピカ?, Futatsu no Supika) è un manga seinen di fantascienza scritto e disegnato da Kou Yaginuma, pubblicato a partire dal 2001. È stato adattato in una serie animata in 20 episodi nel 2003. Infine è stata prodotta una versione live action in forma di dorama in 7 puntate da NHK, trasmessa nel 2009.
La serie prende il nome da Spica, una stella binaria appartenente alla costellazione della Vergine, una delle più brillanti nel cielo notturno.
La storia è quella di un gruppo di adolescenti che partecipano ad una scuola di formazione per diventare astronauti; la vicenda si svolge subito dopo l'esecuzione del primo volo spaziale umano da parte del Giappone: il lancio si concluse però in un disastro che causò molte vittime civili.

## Trama
In un futuro prossimo il Giappone si appresta ad avviare un ampio programma spaziale, ma la 1ª missione con equipaggio umano si conclude in un disastro: il carburante prende fuoco 72 secondi dopo il decollo facendo poi precipitare il razzo nella città di Yuigahama e causando molteplici vittime tra i residenti civili.
La missione denominata "Lion's" diventa così uno dei più gravi incidenti della storia del volo spaziale, facendo arretrare tutto il programma di studi del paese di oltre un decennio. Negli anni seguenti al grave incidente l'opinione pubblica accusa di manifesta negligenza tutti coloro che ne sono stati coinvolti.
Nel tentativo di risollevare le sorti dell'astronautica nazionale, e nel contempo per favorire anche economicamente la ripresa dalla tragedia, il governo crea una scuola specializzata nella formazioni di giovani astronauti, chiamata "Tokyo National Space School"; essa dedica la maggior parte delle risorse a disposizione nella ricerca ed istruzione che dimostrano d'esser portati a questa difficile professione.
Finalmente il programma di voli spaziali è riattivato; contemporaneamente l'ultimo modulo operativo ancora in orbita della "Stazione Spaziale Internazionale" viene mandato in pensione per esser sostituita dalla Stazione per missioni a lungo termine appena completata. Durante il tempo passato in accademia i candidati debbon superare numerose prove sia fisiche che mentali.
Man mano che l'amicizia tra i 5 ragazzi protagonisti si fa più forte, eccoli scambiarsi la reciproca promessa di completar assieme il corso di studi.
Tra tutti gli studenti della classe che ha inaugurato il nuovo programma di formazione in scienza dello spazio (la nuova generazione che deve dare nuova linfa vitale a tal campo di ricerca) vengono selezionati i migliori: saranno destinati a far parte dell'equipaggio della 2ª missione umana del paese, nel 2027. Loro compito sarà quello di portar a completamento e destinazione un satellite per la raccolta ed immagazzinamento dell'energia solare.

## Personaggi
Asumi
Fin da piccola ha nutrito un grande interesse per l'astronomia e la scienza e col tempo questa passione non ha fatto che crescere; spesso ridicolizzata dai compagni di classe, soprattutto perché s'immerge esclusivamente nei libri sullo spazio tralasciando del tutto le altre cose. S'impegna raramente nelle attività scolastiche e di ciò non sembra curarsene molto.
Decide di applicarsi con tutte le sue forze per l'esame d'ammissione alla neonata scuola spaziale; gli insegnanti dubbiosi lo invitano a ripensarci in quanto sembra esser sotto l'altezza minima consentita. La ragazza conserva però gelosamente un grande segreto: suo mentore risulta difatti essere niente meno che il fantasma di uno degli astronauti morti nella missione "Lion's".
Sarà infine scelta, dopo 3 anni d'intensa applicazione in tutte le materie di studio, come uno dei partecipanti alla 2ª missione di volo spaziale umano del paese facendo così di lei, ad appena 18 anni, la persona più giovane designata ad andar sullo spazio.
Mr. Lion
Lo spirito di un astronauta morto che aiuta e consiglia Asumi, lo spinge ad entrare con successo nell'accademia spaziale e lo sostiene costantemente tirandogli su il morale durante i periodi d'incertezza. Si porta sempre appresso un'armonica a bocca.
Shinnosuke
Compagno di scuola di Asumi; con grande sorpresa dell'amica riesce anche lui ad entrare in accademia. È sempre stato l'unico ad averlo difeso dalle prese in giro degli altri compagni, tanto che molti iniziarono a sospettare che vi fosse un qualche interesse romantico sotto. Soffre di daltonismo e scambia il rosso col verde: ciò è accaduto dopo che i suoi occhi sono stati esposti ad un fuoco d'artificio che gli è esploso a distanza ravvicinata durante la prima infanzia.
Shu Suzuki
Studente del programma di formazione degli astronauti, diventa rappresentante di tutto il corpo studentesco. Ha una personalità dopotutto accomodante ed un volto che si fa distinguere per la barba curata che porta, per senso di sfida contro il padre. Soffre di emottisi e gli capita spesso di tossire sangue. Morirà subito dopo la sua selezione al programma spaziale americano, all'interno d'uno scambio culturale tra i due paesi; questa tragedia rivelerà i sentimenti di Kei nei suoi confronti. Le sue ceneri saranno portate nello spazio da Asumi.
Kei Oumi
Fa amicizia con Asumi durante lo svolgimento dell'esame d'ammissione; ha una bella personalità ed un profondo senso di lealtà nei confronti dei suoi amici.
Marika Ukita
Inizialmente tratta con freddezza e distacco Asumi e non sembra voler rispondere ai suoi ripetuti gesti d'amicizia; in seguito si avvicineranno. Si rivelerà essere la copia genetica ricreata in laboratorio di una ragazza defunta, nonostante il divieto legale di clonazione umana.

## Manga

### Volumi
| Nº | Volume    | Data di prima pubblicazione             | Data di prima pubblicazione |
| Nº | Volume    | Giapponese                              |                             |
| 1  | Volume 1  | 23 gennaio 2002 ISBN 978-4-8401-0428-9  |                             |
| 2  | Volume 2  | 23 aprile 2002 ISBN 978-4-8401-0440-1   |                             |
| 3  | Volume 3  | 20 novembre 2002 ISBN 978-4-8401-0468-5 |                             |
| 4  | Volume 4  | 23 maggio 2003 ISBN 978-4-8401-0490-6   |                             |
| 5  | Volume 5  | 23 ottobre 2003 ISBN 978-4-8401-0906-2  |                             |
| 6  | Volume 6  | 23 aprile 2004 ISBN 978-4-8401-0944-4   |                             |
| 7  | Volume 7  | 22 dicembre 2004 ISBN 978-4-8401-0984-0 |                             |
| 8  | Volume 8  | 23 maggio 2005 ISBN 978-4-8401-1307-6   |                             |
| 9  | Volume 9  | 22 dicembre 2005 ISBN 978-4-8401-1349-6 |                             |
| 10 | Volume 10 | 23 marzo 2006 ISBN 978-4-8401-1377-9    |                             |
| 11 | Volume 11 | 22 novembre 2006 ISBN 978-4-8401-1635-0 |                             |
| 12 | Volume 12 | 23 marzo 2007 ISBN 978-4-8401-1687-9    |                             |
| 13 | Volume 13 | 22 dicembre 2007 ISBN 978-4-8401-1984-9 |                             |
| 14 | Volume 14 | 22 marzo 2008 ISBN 978-4-8401-2205-4    |                             |
| 15 | Volume 15 | 23 giugno 2009 ISBN 978-4-8401-2576-5   |                             |
| 16 | Volume 16 | 23 ottobre 2009 ISBN 978-4-8401-2923-7  |                             |

## Anime

### Episodi
| Nº | Giapponese 「Kanji」 - Rōmaji                         | In onda          | In onda |
| Nº | Giapponese 「Kanji」 - Rōmaji                         | Giapponese       |         |
| 1  | 「打ち上げ花火」 - Uchiage hanabi                     | 1º novembre 2003 |         |
| 2  | 「アスミの夢」 - Asumi no Yume                        | 8 novembre 2003  |         |
| 3  | 「星への一歩」 - Hoshi heno ippo                      | 15 novembre 2003 |         |
| 4  | 「遠い日の記憶」 - Tooi nichi no kioku                | 22 novembre 2003 |         |
| 5  | 「おかあさんの顔」 - La Cara de mi Madre              | 29 novembre 2003 |         |
| 6  | 「テスト終了」 - TESUTO shūryō                        | 6 dicembre 2003  |         |
| 7  | 「宇宙学校入学式」 - Uchūgaku kō nyūgakushiki         | 13 dicembre 2003 |         |
| 8  | 「ひとりの夢みんなの夢」 - Hitorino yume minnano yume | 20 dicembre 2003 |         |
| 9  | 「カムパネルラの森」 - Kamupanerura no mori           | 10 gennaio 2004  |         |
| 10 | 「水の中にも宇宙」 - Mizu no nakani mo uchū           | 17 gennaio 2004  |         |
| 11 | 「傷ついた翼」 - Kizutsuita tsubasa                   | 24 gennaio 2004  |         |
| 12 | 「ふたりの星はっぱ星」 - Futari no hoshi, happaboshi  | 31 gennaio 2004  |         |
| 13 | 「約束の５人」 - Yakusoku no gonin                    | 7 febbraio 2004  |         |
| 14 | 「悲しい笑顔」 - Kanashii Egao                        | 14 febbraio 2004 |         |
| 15 | 「ひとりぼっち」 - Hitoribocchi                       | 21 febbraio 2004 |         |
| 16 | 「アスミの桜」 - Asumi no Sakura                      | 28 febbraio 2004 |         |
| 17 | 「サバイバル訓練」 - Sabaibaru Kunren                 | 6 marzo 2004     |         |
| 18 | 「マリカとまりか」 - Marika to Marika                 | 13 marzo 2004    |         |
| 19 | 「いま君にできること」 - Ima Kimi ni Dekiru Koto      | 20 marzo 2004    |         |
| 20 | 「明日を見つめて」 - Ashita o Mitsumete               | 27 marzo 2004    |         |

## Dorama
La versione dal vivo è stata realizzata in collaborazione con l'agenzia aerospaziale nazionale

### Episodi
| Nº | Titolo internazionale Giapponese 「Kanji」 - Rōmaji                       | In onda        | In onda |
| Nº | Titolo internazionale Giapponese 「Kanji」 - Rōmaji                       | Giapponese     |         |
| 1  | I Want To Go Into Outer Space 「宇宙に行きたい!」 - Uchū ni Ikitai!       | 18 giugno 2009 |         |
| 2  | Astronaut Qualifications 「宇宙飛行士の資格」 - Uchū Hikōshi no Shikaku   | 25 giugno 2009 |         |
| 3  | The Earth Was Blue 「地球は青かった」 - Chikyū wa Aokatta                 | 2 luglio 2009  |         |
| 4  | The Distance to Outer Space 「宇宙までの距離」 - Uchū Made no Kyori       | 9 luglio 2009  |         |
| 5  | A Rival to Outer Space 「宇宙へのライバル」 - Uchū e no Raibaru           | 16 luglio 2009 |         |
| 6  | Piano Playing in Space 「宇宙で弾くピアノ」 - Uchū de Hiku Piano          | 23 luglio 2009 |         |
| 7  | Goodbye School of the Universe 「さよなら宇宙学校」 - Sayonara Uchū Gakkō | 30 luglio 2009 |         |